# Hacking Democracy
Pour plus de détails, voir Fiche technique et Distribution.
Hacking Democracy (littéralement « pirater la démocratie ») est un film documentaire, sorti le 2 novembre 2006, de Simon Ardizzone (en) et Russell Michaels, produit par Simon Ardizzone, Robert Carrillo Cohen et Russell Michaels. Il a été diffusé initialement sur la chaîne HBO. Relatant une enquête longue de 3 ans réalisé par des citoyens américains, le film traite des anomalies et irrégularités des systèmes de vote électronique (e-voting) qui ont eu lieu pendant l'élection présidentielle de 2004 aux États-Unis, et plus particulièrement dans le comté de Volusia en Floride. Le film enquête sur les problèmes d'intégrité des machines de vote électronique, en particulier celle du fabricant Diebold.
En 2007, le film a été nommé aux Emmy award dans la catégorie journalisme d'investigation.

## Critiques
Avant même d'avoir visionné le documentaire (et se basant uniquement sur les informations présentes sur le site web du diffuseur), le fabricant de machines électroniques de vote Diebold a déclaré qu'il était « truffé d'erreurs factuelles ». Aussi, la compagnie demanda à HBO de ne pas diffuser le film. Devant le refus de la chaîne, Diebold demanda, également sans succès, un droit de réponse consistant à faire précéder et suivre chaque diffusion du documentaire d'un message de 30 secondes soulignant que la chaîne n'a pas vérifié l'exactitude des révélations de ce film.